# Ōme
Ōme (jap. 青梅市, -shi) ist eine Stadt am Mittellauf des Tama in der Präfektur Tokio westlich von Tokio.

## Geographie
Ōme liegt westlich von Tokio und nördlich von Hachioji. Der Fluss Tama fließt durch die Stadt von Westen nach Osten. Auf dem Stadtgebiet Ōmes befindet sich der Berg Mitake, der einen örtlich bedeutsamen Shintō-Schrein beherbergt.

## Geschichte
Mit der Eingemeindung der Dörfer Kasumi (霞村, -mura) und Chōfu (調布村, -mura) wurde aus der kreisangehörigen Stadt Ōme (Landkreis West-Tama) am 1. April 1951 eine kreisfreie Stadt. 1955 wurden die Dörfer Yoshino (吉野村, -mura), Mita (三田村, -mura), Osogi (小曽木村, -mura) und Nariki (成木村, -mura) eingemeindet.

## Verkehr
- Zug
  - JR East: Ōme-Linie zwischen Tachikawa und Oku-Tama, mit den Bahnhöfen Mitake und Ōme
- Straße:
  - Nationalstraße 411

Im Ōme-Eisenbahnpark werden verschiedene historische Eisenbahnfahrzeuge ausgestellt.

## Städtepartnerschaften
- Boppard, seit 1965[1]

## Sport
Seit 1967 findet jeweils Mitte Februar der Ōme-Marathon statt.

## Söhne und Töchter der Stadt
- Masahiro Hasemi (* 1945), japanischer Automobilrennfahrer
- Tsutomu Miyazaki (1962–2008), japanischer Serienmörder und Kannibale
- Shūto Nakano (* 2000), japanischer Fußballspieler

## Angrenzende Städte und Gemeinden
- Präfektur Tokio
  - Akiruno
  - Hamura
  - Hinode
  - Mizuho
  - Okutama
- Präfektur Saitama
  - Iruma
  - Hannō